# Katie Dippold
Katie Dippold, född 10 januari 1980 i Freehold Township, Monmouth County, New Jersey, är en amerikansk manusförfattare.
Dippold har skrivit manus till komediserier som Mad TV (2006–2009) och Parks and Recreation (2009–2012). Efter det har hon bland annat författat manus till komedifilmerna The Heat (2013), Ghostbusters (2016) och Tjejresan (2017).

## Filmografi i urval
- 2006–2009 – Mad TV (TV-serie) (54 avsnitt)
- 2009–2012 – Parks and Recreation (TV-serie) (31 avsnitt)
- 2013 – The Heat
- 2016 – Ghostbusters
- 2017 – Tjejresan
- 2023 – The Haunted Mansion